# 人不彪悍枉少年
《人不彪悍枉少年》（英語：When We Were Young），2018年中国大陸偶像剧。本剧改编自易阑珊、后空翻鱼刺的同名小说，由侯明昊、万鹏领衔主演，腾讯视频、芒果TV于2018年11月22日首播，台灣可由LINE TV同步收看。

## 播出时间
| 频道     | 所在地                          | 播映日期       | 播出时间                                       | 备注 |
| -------- | ------------------------------- | -------------- | ---------------------------------------------- | ---- |
| 腾讯视频 | 中国大陆                        | 2018年11月22日 | 每周四、五20：00更新2集，VIP会员提前看下周     |      |
| 芒果TV   | 中国大陆                        | 2018年11月22日 |                                                |      |
| LINE TV  | 臺灣                            | 2018年11月22日 | 每週四、五20：00更新2集，VIP會員提前看下週進度 |      |
| Vidfish  | 新加坡 马来西亚 印度尼西亞 臺灣 | 2018年11月23日 |                                                |      |

## 演员列表

### 主要演员
| 演員   | 角色     | 介紹 |
| 侯明昊 | 花彪     | 楊夕稱他“喪彪”。花彪衝動仗義、純真樂觀、情感豐沛。另一邊，因為從小與奶奶相依為命的生活經歷，是個勤儉質樸、充滿孝心、有責任有擔當的“奶朋兒”。花彪是理科天才，用天才大腦挽救了班級的中秋晚會資格，展現神乎其神的遊戲實力，更為兄弟兩肋插刀。                                 |
| 万鹏   | 杨夕     | 花彪稱他“楊大奔”。楊夕是蘿莉與正太的結合，情緒起伏非常劇烈，亢奮時相當於多動症，低迷時相當於癱瘓。坦率真誠，非常厭惡謊言，討厭推拉和中間地帶，校內外朋友遍天下，以他人之事為己任。看似爽快篤定，但也有著敏感多情的內心，是一個十分感性的女生。看到妈妈被下岗而哭的很伤心。 |
| 张耀   | 李漁     | 李漁高冷早熟、勝負欲強、對喜歡的人和事，有不動聲色一追到底的狠勁兒，其他人事，要麼不屑一顧，要麼放冷箭。另一邊，因為母親改嫁日本，內心很脆弱，害怕所有和離別相關的事情，渴望溫暖和熱烈。                                                                                   |
| 李明德 | 司徒二条 | 司徒二條在學習上調皮貪玩卻極具生意頭腦，個性熱情開朗，為人仗義。敏感細膩，脆弱神叨，有一些鬼魅脫線的魅力。另一邊，有著極度渴望被他人認可的期待。 |
| 潘美烨 | 杨肖和美 | 發育良好，一直暗戀著楊朝。第9集中因为她妈妈给她太大的要求 在考场心理紧张导致头晕 在妈妈的愤怒中被停学一段时间 也被妈妈软禁 不过四人一起去救她出来玩水 |

### 其他演员
| 演員   | 角色     | 介紹 |
| 代露娃 | 黄澄澄   | 黃澄澄能言善道、愛裝小可愛，非常自信，像花蝴蝶一樣滿處飛，喜歡受到矚目，有著十七歲明媚和直接的魅力。喜歡李漁。 |
| 王森   | 孔小军   | 高三三班新班主任，也是數學老師，希望高三三班能成為學校升學率的一匹黑馬。喜歡匯英中學李紅白老師。               |
| 田淼   | 杜月梅   | 楊夕媽媽 19集被下崗而洗厂里的厕所                                                                              |
| 韋奕波 | 楊衛國   | 楊夕爸爸 |
| 陈希郡 | 楊朝     | 楊夕哥哥，欺騙和美說自己有女朋友，北清大學電子系學生，欣賞和美                                                 |
| 吳彥姝 | 史俊芳   | 花彪奶奶。後期罹患阿茲海默症。                                                                                 |
| 魏子昕 |          | 李漁爸爸 在李渔小时候 李爸和李妈离婚                                                                           |
| 馮波   |          | 李漁媽媽 |
| 孫率航 | 立棍兒   | 育才中學主任                                                                                                   |
| 郭中友 | 司徒東風 | 司徒二條爸爸                                                                                                   |
| 干蓓蓓 | 小蘭姐   | 花彪的鄰居，在理髮廳工作                                                                                       |
| 蘇欣   |          | 杨肖和美媽媽，對和美很嚴格，也需要有一個好家教                                                                 |
| 杜艷   |          | 黄澄澄媽媽 |
| 陳慧娟 |          | 司徒二条媽媽 二條是熊貓血，媽媽曾為二條捐血                                                                    |
| 趙子麒 | 楊鳴     | 匯英中學學生，花彪的同學                                                                                       |
| 王秀竹 | 李紅白   | 匯英中學英語老師                                                                                               |

## 电视原声带
| 曲序 | 曲目                   | 演唱                 |
| ---- | ---------------------- | -------------------- |
| 1.   | 感谢（推广曲）         | 李紫婷               |
| 2.   | 北區樓四（片头曲）     | 刘昊霖               |
| 3.   | 少年时（片尾曲）       | 侯明昊               |
| 4.   | 相伴（插曲）           | 侯明昊、张耀、李明德 |
| 5.   | 人不彪悍枉少年（插曲） | 侯明昊               |